# قبر بيبي جاويندي
قبر بيبي جاويندي هو قبر يقع في مدينة أوتش،البنجاب،باكستان تم إدراجها في القائمة المؤقتة لموقع التراث العالمي.